# Kaynak (Karlıova)
Kaynak (kurd. Ceban oder Cevan) ist ein Dorf im Landkreis Karlıova der türkischen Provinz Bingöl. Kaynak liegt in Ostanatolien auf 1940 m über dem Meeresspiegel, ca. 15 km südwestlich von Karlıova.
Der Name Ceban ist beim Katasteramt registriert.
1985 lebten 395 Menschen in Kaynak. 2009 hatte die Ortschaft 264 Einwohner.